# Сноп (село)
Сноп (болг. Сноп) — село в Болгарии. Находится в Добричской области, входит в общину Генерал-Тошево. Население составляет 124 человека.

## Политическая ситуация
Сноп подчиняется непосредственно общине и не имеет своего кмета.
Кмет (мэр) общины Генерал-Тошево — Димитр Михайлов Петров (коалиция в составе 2 партий: Политическое движение социал-демократов (ПДСД), Болгарская социалистическая партия (БСП)) по результатам выборов в правление общины.